# Eupompha
Eupompha is een geslacht van kevers uit de familie oliekevers (Meloidae).
Het geslacht is voor het eerst wetenschappelijk beschreven in 1858 door LeConte.

## Soorten
Het geslacht omvat de volgende soorten:
- Eupompha decolorata (Horn, 1894)
- Eupompha edmundsi (Selander, 1953)
- Eupompha elegans (LeConte, 1851)
- Eupompha fissiceps LeConte, 1858
- Eupompha fulleri (Horn, 1878)
- Eupompha histrionica (Horn, 1891)
- Eupompha imperialis (Wellman, 1912)
- Eupompha nemognathoides (Horn, 1870)
- Eupompha perpulchra (Horn, 1870)
- Eupompha schwarzi (Wellman, 1909)
- Eupompha sulcifrons Champion, 1890
- Eupompha viridis (Horn, 1883)
- Eupompha vizcaina Pinto, 1983
- Eupompha wenzeli (Skinner, 1904)